# 岡田昌徳
岡田 昌徳（おかだ まさのり 1946年9月27日 - ）は、日本の実業家。JX日鉱日石金属取締役会長や、日本鉱業協会会長を務めた。

## 人物
東京都出身。東京都立新宿高等学校、一橋大学経済学部を卒業。大学では応援部主将を務めた。「男らしい仕事をしたい」ということから、1970年に日本鉱業に入社し、佐賀関製錬所（現パンパシフィック・カッパー佐賀関製錬所）配属。主に銅地金、電子材料などの部門で業務を行う。2001年ジャパンエナジー執行役員。
2002年6月、日鉱マテリアルズ代表取締役社長に就任。同年9月から新日鉱ホールディングス及びジャパンエナジーの取締役を務める。
2005年6月に旧日鉱金属社長に就任。2010年7月1日からはJX日鉱日石金属社長兼JXホールディングス取締役。BHPビリトン（現在のBHPグループ）との交渉を進めチリにある世界最大のエスコンディーダ銅鉱山プロジェクトの権益を、国際金融公社を通じ、三菱商事及び三菱マテリアルとの共同事業体で2.5％取得した。
2012年6月より同社の代表権のない取締役会長、2014年6月より顧問を務めている。この間2013年から一般財団法人国際資源開発研修センター代表理事会長。他に、資源エネルギー庁総合資源エネルギー調査会資源・燃料分科会委員、社団法人如水会副理事長、社団法人日本経済団体連合会理事、日本鉱業協会会長、社団法人新金属協会会長、社団法人日本銅センター会長、財団法人国際資源大学校理事長、財団法人資源環境センター理事長等を歴任。